# Lethe peguana
Lethe peguana är en fjärilsart som beskrevs av Moore 1890/92. Lethe peguana ingår i släktet Lethe och familjen praktfjärilar. Inga underarter finns listade i Catalogue of Life.